# Jerry Harrison
Pour les articles homonymes, voir Harrison.
 (février 2017).
Jerry Harrison (né le 21 février 1949), est un musicien et producteur américain.
Il est le clavieriste du groupe The Modern Lovers (1971-1974) puis le guitariste et clavieriste des Talking Heads (1976-1991). Il a ensuite participé à Tom Tom Club et Casual Gods (en).
Il a produit des albums de Violent Femmes, Crash Test Dummies, Stroke 9 (Nasty Little Thoughts) et Live.